# Скокі (Мазовецьке воєводство)
Скокі (пол. Skoki) — село в Польщі, у гміні Гостинін Ґостинінського повіту Мазовецького воєводства.